# 1188
Évszázadok: 11. század – 12. század – 13. század
Évtizedek: 1130-as évek – 1140-es évek – 1150-es évek – 1160-as évek – 1170-es évek – 1180-as évek – 1190-es évek – 1200-as évek – 1210-es évek – 1220-as évek – 1230-as évek
Évek: 1183 – 1184 – 1185 – 1186 –  1187 – 1188 – 1189 – 1190 – 1191 – 1192 – 1193

## Események

### Határozott dátumú események
- március – I. Tamás savoyai gróf trónra lépése. (III. Hubert fia 1233-ig uralkodik.)

### Határozatlan dátumú események
- az év folyamán – 
  - IX. Alfonz leóni király trónra lépése. (1230-ig uralkodik.)
  - Csák Ugrin kerül a győri püspöki székbe.[1]

## Születések
- március 4. – Blanche, kasztíliai hercegnő

## Halálozások
- március – III. (Szent) Hubert Savoya grófja (* 1136)
- augusztus 22. – II. Ferdinánd leóni király
- november 16. – Uszáma ibn Munqidz, szíriai emír, költő, író, katona és diplomata, az Intelmek könyve szerzője (* 1095)